# Typhlocarcinops arcuatus
Typhlocarcinops arcuatus is een krabbensoort uit de familie van de Pilumnidae. De wetenschappelijke naam van de soort is voor het eerst geldig gepubliceerd in 1884 door Miers.